# سیمافی زینیچنکا
سیمافی الکساندراویچ زینیچنکا(به بلغاری: Цімафей Аляксандравіч Дзейнічэнка؛ زادهٔ ۵ نوامبر ۱۹۸۶) کشتی گیر کشور بلاروس است. 
او در المپیک ۲۰۱۶ ریو در وزن ۹۸ کیلو حاضر بود که در کشتی اول به فردریک شوئن کشتی‌گیر سوئدی باخت و با توجه به شکست این کشتی‌گیر در دورهای بعد از دور رقابت‌ها کنار رفت.